# 亚历山尼亚
亚历山尼亚是巴西戈亚斯州的一个市镇。总面积847.891平方公里，总人口22689人，人口密度26.8人/平方公里。